# 久喜市役所
久喜市役所（くきしやくしょ）は、日本の地方公共団体である久喜市の行政執行機関としての事務を行う施設（役所）。

## 概要
埼玉県久喜市の行政を執行する機関である。1980年（昭和55年） に現在の市庁舎（現：久喜市役所本庁舎、旧久喜市役所）が完成。現在地（久喜市下早見）に市庁舎が移転する前は現在の久喜市中央公民館の場所（久喜市久喜中央4丁目）に旧南埼玉郡久喜町の町役場時代より市役所があった。
第二庁舎は元は埼玉県幸手保健所久喜分室であったが、埼玉県の保健事業の再編により2011年（平成23年）に廃止となった。その跡地の建物は同年3月1日に久喜市に無償譲渡され、平成23年度中に土地を埼玉県より2395万円で購入した。その後、耐震・改修工事が行われ、久喜市役所第二庁舎として建設部が利用している。
合併前の各町役場は総合支所として継承されたが、現在地（久喜市菖蒲町新堀）に菖蒲総合支所（旧菖蒲町役場）が移転する前は現在のあやめ会館の場所（久喜市菖蒲町菖蒲）に旧南埼玉郡菖蒲町の旧町役場があった。2024年4月1日付で改正する条例が施行により、鷲宮総合支所、菖蒲総合支所及び栗橋総合支所の名称が鷲宮行政センター、菖蒲行政センター及び栗橋行政センターに変更された。

## 本庁舎

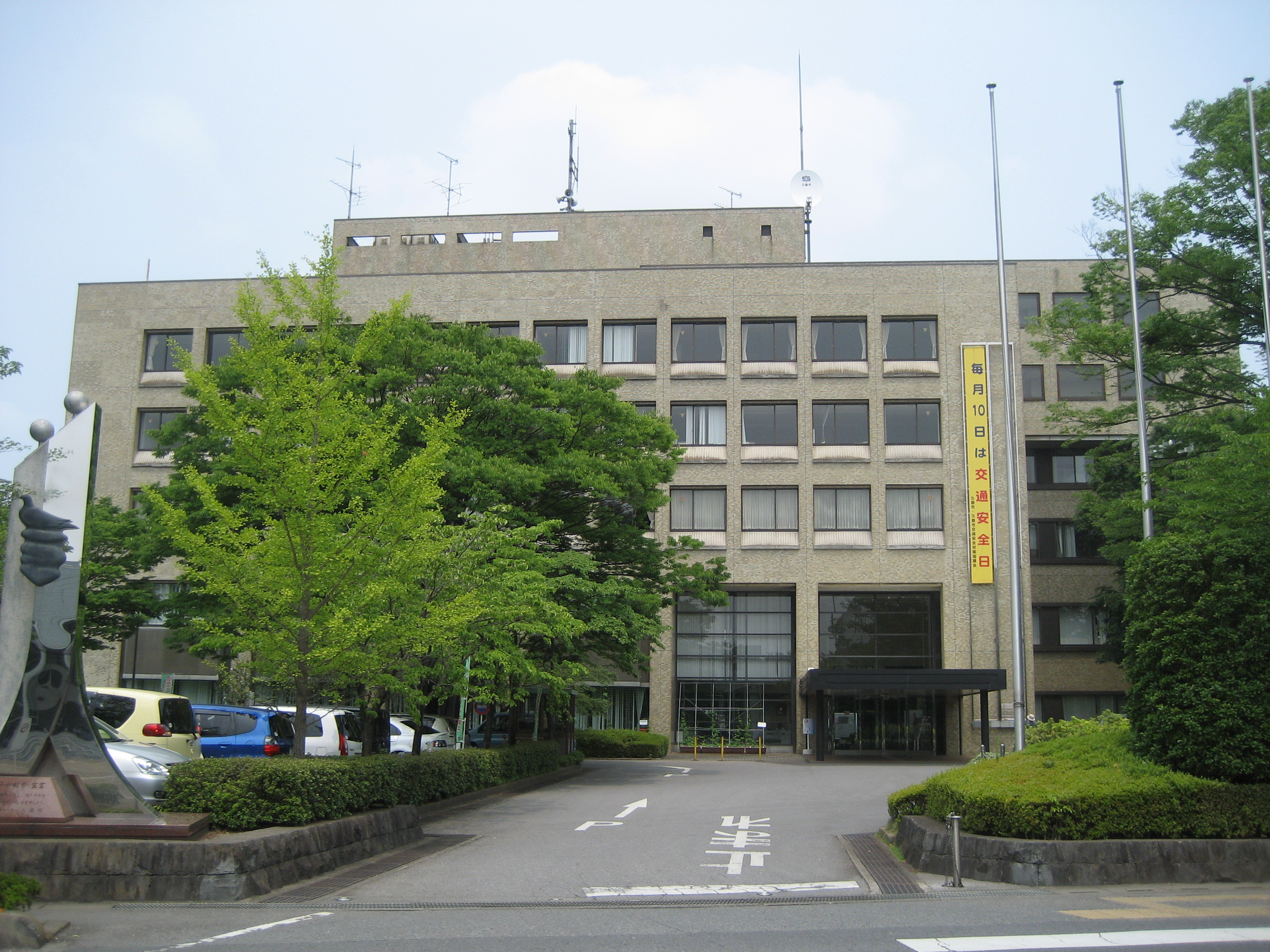
久喜市役所　本庁舎

### 所在地
- 〒346-8501
- 埼玉県久喜市下早見85-3

### アクセス
- 久喜駅西口の市内循環バスのりばから「東西連絡 東行き（所要：6分）」、「下早見循環 右回り（所要：6分）、左回り（所要：20分）」、「除堀・所久喜循環 （所要：7～10分）」のいずれかに乗車、「市役所」下車すぐ。
- 久喜駅東口の市内循環バスのりばから「東西連絡 西行き（所要：23分）」に乗車、「市役所」下車すぐ。
- 運賃はいずれも100円（1日乗車券は200円）。（市内循環バス　久喜市ホームページ）

### 開庁時間
- 月曜日から金曜日の8時30分から17時15分まで（土曜日・日曜日・祝日・年末年始は閉庁）

### 立地
- 北側：久喜市公文書館、下早見の農地（水田）
- 東側：埼玉県立久喜図書館、久喜市立中央幼稚園、蓮ヶ原川、本町3丁目
- 南側：久喜総合文化会館
- 西側：仏供田落、下早見の農地（水田）

### 市庁舎 外部リンク
- 久喜市役所

| 階 | 概要 |
| -- | --- |
| 5F | 議場、議員控え室、議会事務室、応接室、正・副議長室                                                                                                   |
| 4F | 会議室、シティプロモーション課、大会議室、企画政策課、人権推進課、監査委員事務局                                                                     |
| 3F | 財政課、管財課、自治振興課、生活安全課、消防防災課、人事課、庶務課、副市長室、秘書課、市長室                                                         |
| 2F | 社会福祉課、障がい者福祉課、介護福祉課、地域職業相談室（ふるさとハローワーク）、教育委員会久喜分室、商工観光課、農業委員会事務局、農業振興課、環境課 |
| 1F | 資産税課、市民税課、国民健康保険課、市民課（総合窓口）、保育課、健康医療課、子育て支援課、相談室、指定金融機関、出納室、案内、収納課                 |

## 第二庁舎

### 所在地
- 〒346-0024
- 埼玉県久喜市北青柳1404番地7

### アクセス
- 久喜駅西口の市内循環バスのりばから「東西連絡 東行き（所要：13分）」、「下早見循環 左回り（所要：14分）」のいずれかに乗車、「市役所第二庁舎」下車すぐ。
- 久喜駅東口の市内循環バスのりばから「東西連絡 西行き（所要：14分）」に乗車、「市役所第二庁舎」下車すぐ。
- 運賃はいずれも100円（1日乗車券は200円）。（市内循環バス　久喜市ホームページ）

### 開庁時間
- 月曜日から金曜日の8時30分から17時15分まで（土曜日・日曜日・祝日・年末年始は閉庁）

### 立地
- 北側：備前前堀川、久喜市総合運動公園
- 東側：鶴寿荘（介護老人福祉施設）、久喜すずのき病院
- 南側：物流倉庫、久喜白岡ジャンクション
- 西側：県道さいたま栗橋線、東北自動車道

### 市庁舎 外部リンク
- 第二庁舎

| 階 | 概要                                                           |
| -- | -------------------------------------------------------------- |
| 2F | 都市整備課、公園緑地課、都市計画課圏央道推進室、資料室、会議室 |
| 1F | 都市計画課、建築審査課、道路河川課、道路建設課、建設管理課     |

## 鷲宮行政センター

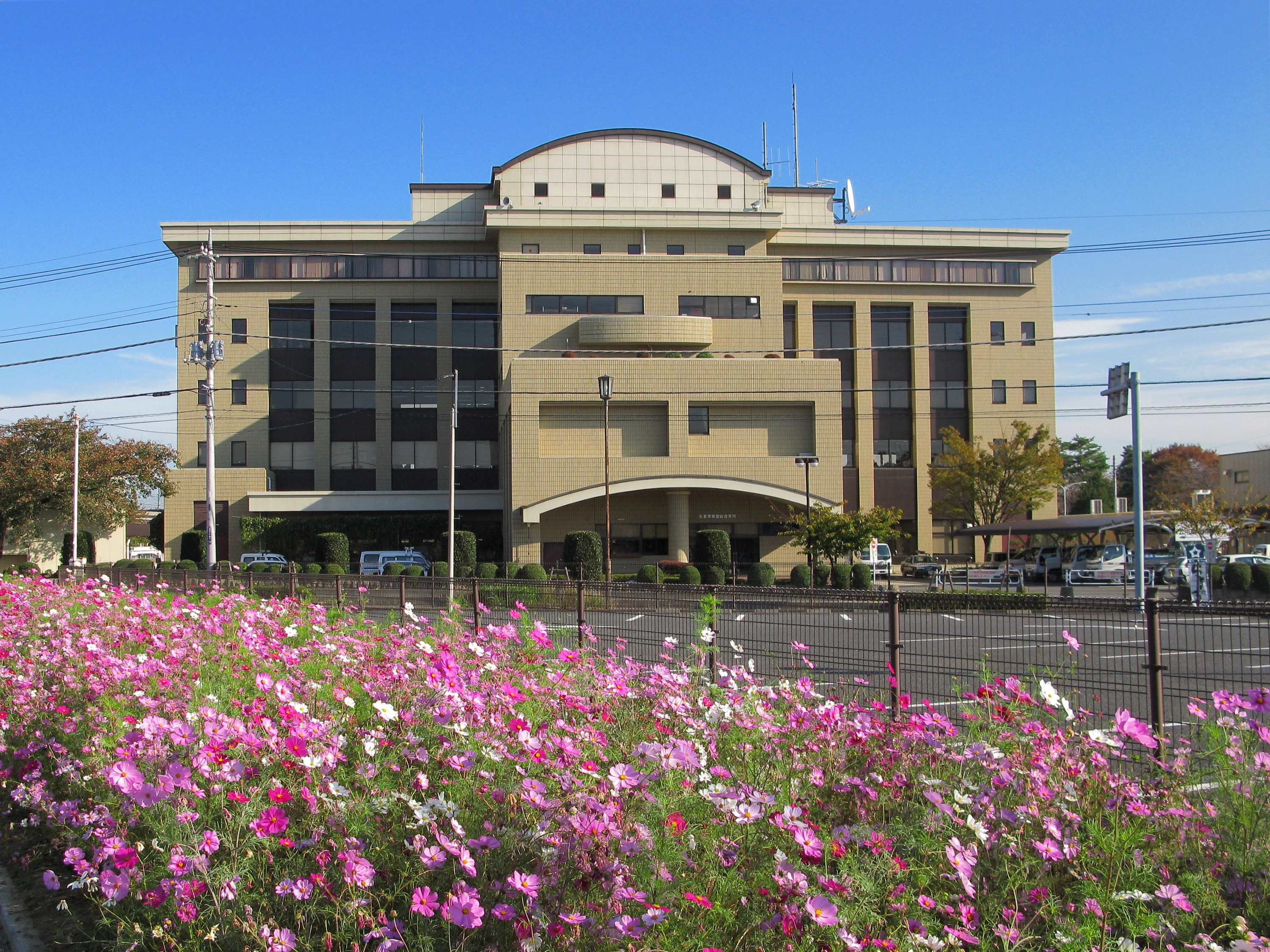
鷲宮行政センター

### 所在地
- 〒340-0295
- 埼玉県久喜市鷲宮6-1-1

### アクセス
- 東武伊勢崎線鷲宮駅より徒歩約15分。（約900m）

### 立地
- 北側：保健センター、鷲宮運動広場
- 東側：コミュニティー広場
- 南側：葛西用水路、天王新堀
- 西側：葛西用水路、商工会館、久喜市立鷲宮図書館

### 市庁舎 外部リンク
- 鷲宮総合支所

| 階 | 概 要                                          |
| -- | ---------------------------------------------- |
| 3F | 教育委員会鷲宮分室、総務管理課                 |
| 2F | 水道担当、建設課、環境経済課                   |
| 1F | 会議室、市民課、税務課、福祉課、出納窓口、受付 |

## 栗橋行政センター

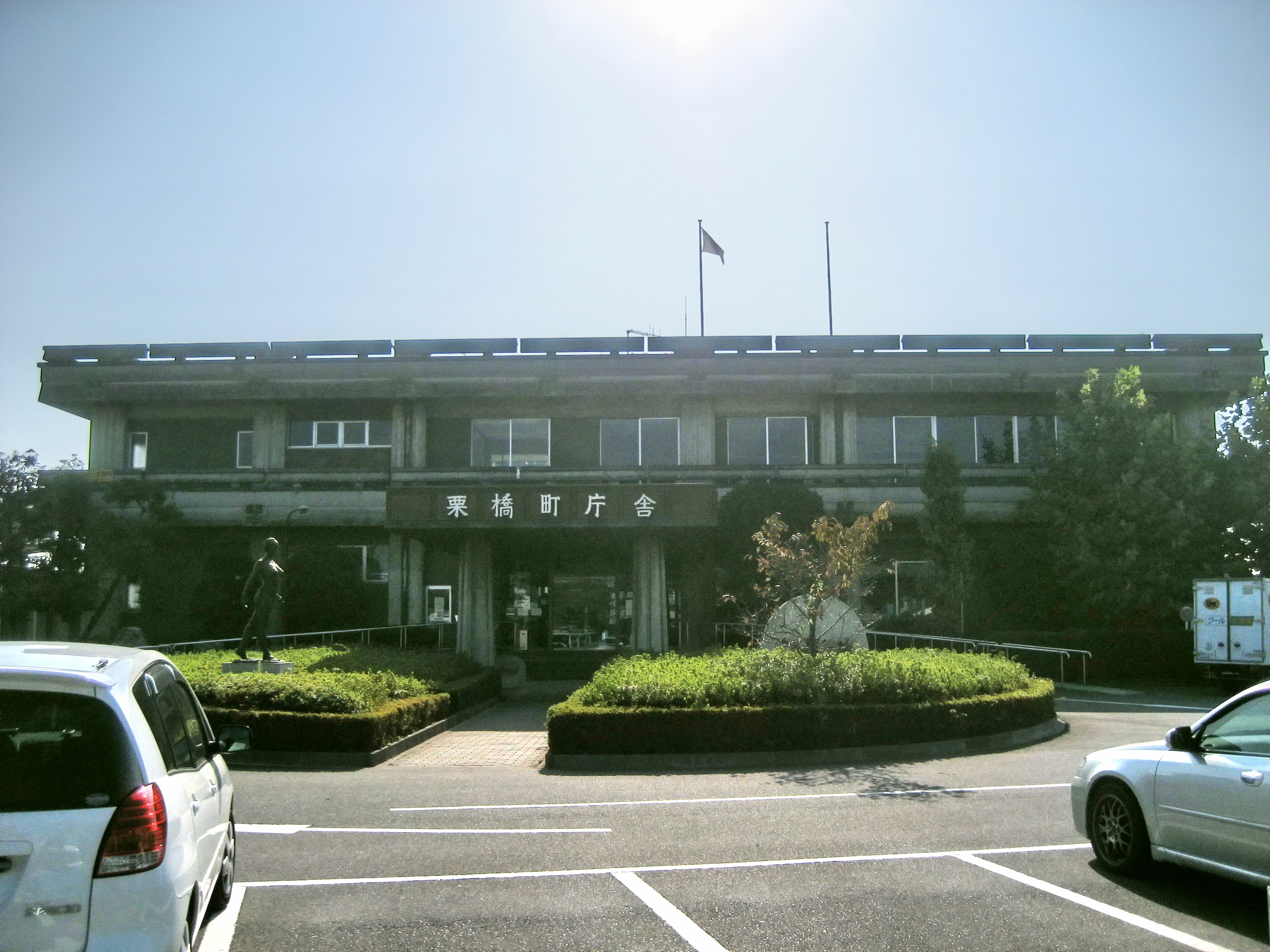
栗橋行政センター

### 所在地
- 〒349-1192
- 埼玉県久喜市間鎌251番地1

### アクセス
- JR宇都宮線・東武日光線栗橋駅東口より徒歩約20分。

### 立地
- 北側： 東武日光線、国道125号
- 東側： 東武日光線、栗橋の農地（水田）
- 南側： 社会福祉協議会
- 西側： 保健センター、国道125号

### 市庁舎 外部リンク
- 栗橋総合支所

| 階      | 概 要                                                                              |
| ------- | ---------------------------------------------------------------------------------- |
| 2F      | 会議室、総務管理課、教育委員会分室、中庭                                           |
| 1F      | 羽生領島中領用排水路土地改良区、環境経済課、福祉課、市民課、税務課、出納窓口、中庭 |
| 第2庁舎 | 栗橋駅西土地区画整理事務所、建設課                                                 |

## 菖蒲行政センター

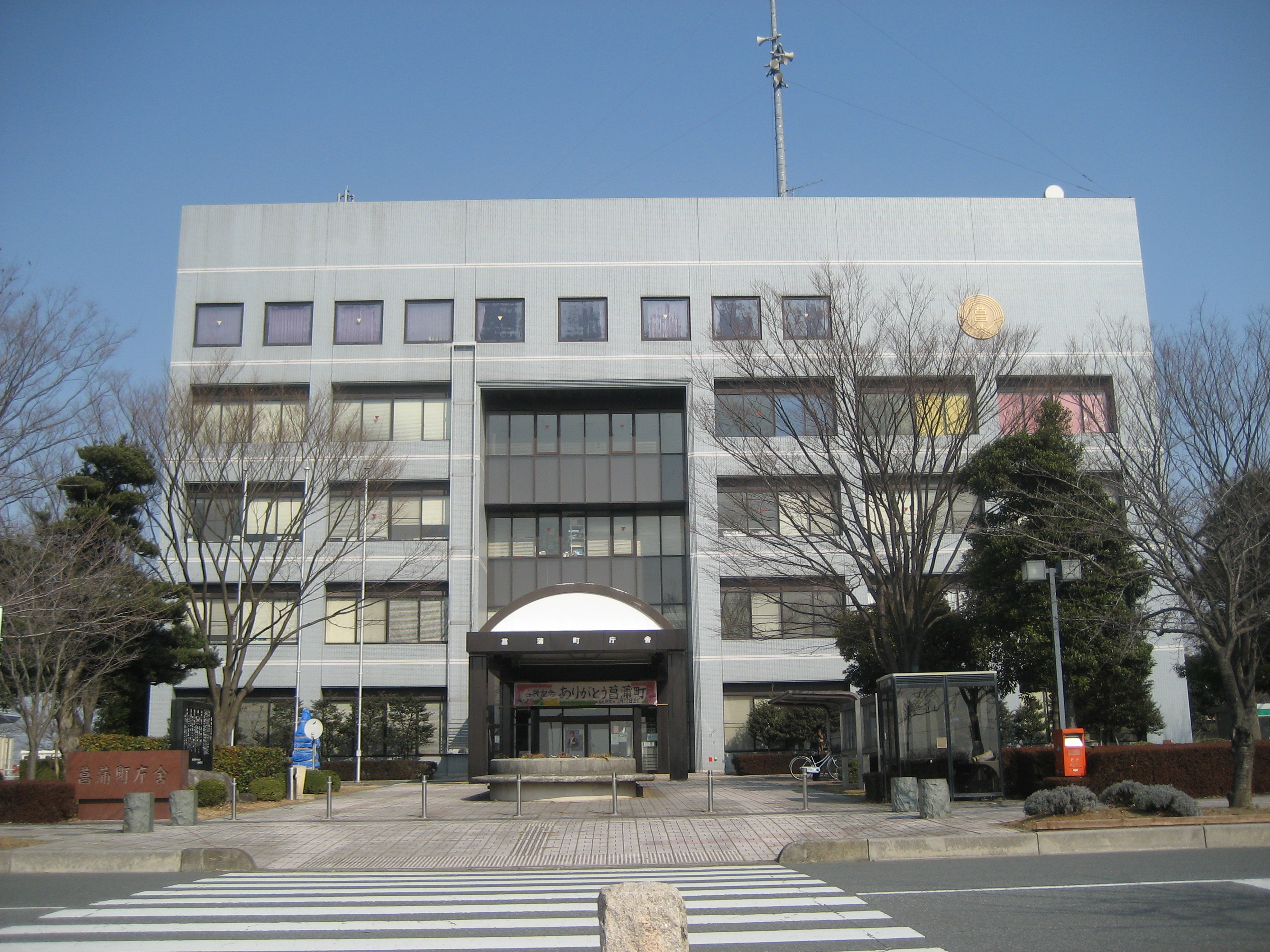
菖蒲行政センター

### 所在地
- 〒346-0192
- 埼玉県久喜市菖蒲町新堀38

### アクセス
- JR高崎線桶川駅東口より朝日バス「菖蒲車庫行き（細谷経由）」あるいは「モラージュ菖蒲行き（細谷経由）」に乗車、「城址あやめ園」または「新堀」停留所にて下車徒歩約10分。
- JR宇都宮線・東武伊勢崎線久喜駅西口より朝日バス「菖蒲仲橋（川妻経由）行き」終点にて下車徒歩約15分。
- JR宇都宮線・蓮田駅西口より朝日バス「菖蒲車庫行き（柴山経由）」に乗車、「菖蒲行政センター」停留所下車すぐ。ただし本数少。

### 立地
- 北側： 学校給食センター、農地（水田）
- 東側： 見沼代用水、星川
- 南側： 駐車場
- 西側： 農地（水田）

### 市庁舎 外部リンク
- 菖蒲総合支所

| 階 | 概要                                                           |
| -- | -------------------------------------------------------------- |
| 5F | 本多静六記念館、吹抜け                                         |
| 4F | 菖蒲コミュニティセンター、吹抜け                               |
| 3F | 相談コーナー、相談室、吹抜け                                   |
| 2F | 総務管理課、環境経済課、建設課、教育委員会分室、会議室、吹抜け |
| 1F | 市民課、税務課、出納窓口、福祉課、相談室                       |

## 久喜市の組織
- 市長 - 副市長
  - 総務部
    - 秘書課
    - 広報広聴課
    - 庶務課
    - 人事課
    - 企画政策課
    - 人権推進課
    - 公文書館

  - 財政部
    - 財政課
    - 管財課
    - 契約検査課
    - 市民税課
    - 資産税課
    - 収納課

  - 市民部
    - 自治振興課
    - 生活安全課
    - 消防防災課
    - 市民課（総合窓口）

  - 環境経済部
    - 環境課
    - 農業振興課
    - 商工観光課

  - 福祉部
    - 社会福祉課
    - 障がい者福祉課
    - 介護福祉課
    - 子育て支援課
    - 保育課

  - 健康増進部
    - 健康医療課
    - 中央保健センター
    - 国民健康保険課

  - 建設部
    - 建設管理課
    - 道路河川課
    - 営繕課
    - 都市計画課
    - 都市整備課
    - 開発建築課

  - 会計管理者
    - 出納室

  - 上下水道部
    - 水道業務課
    - 水道施設課
    - 下水道業務課
    - 下水道施設課
- 議会事務局
  - 議会総務課
- 教育委員会
  - 教育長 - 事務局
    - 教育総務課
    - 学務課
    - 指導課
    - 生涯学習課
    - 文化財保護課
    - 中央公民館
    - 中央図書館
- 選挙管理委員会
  - 事務局
- 監査委員
  - 事務局
- 公平委員会
  - 事務局
- 固定資産評価審査委員会
  - 事務局
- 農業委員会
  - 事務局